# 朱安澓
汝陽康肅王朱安澓（1468年—1525年），明朝周藩第四代汝陽王，汝陽安和王朱同銍的庶長子。

## 生平
成化十年（1474年）五月，獲賜名安澓。朱安澓初封鎮國將軍。正德十六年（1521年），汝陽王朱同銍以年老多病而不能习礼仪、训治宗族，请以朱安澓代治事。河南布政司核实後上奏以闻，明世宗特允之。
嘉靖元年（1522年），汝陽王朱同銍去世。嘉靖三年（1524年）十月，朱安澓襲封汝陽王。嘉靖四年（1525年），朱安澓去世，享年五十八歲，諡號康肅。三年後，庶長子鎮國將軍朱睦槿襲爵。

## 家庭

### 子
- 庶長子：鎮國將軍→汝陽宣思王朱睦槿[6]
- 庶三子：鎮國將軍朱睦椑
- 庶四子：鎮國將軍朱睦棖
- 庶五子：鎮國將軍朱睦㯲[7]